# Neom
Neom (arab. ‏نيوم‎) – miasto w Arabii Saudyjskiej, budowane w prowincji Tabuk położonej w północno-zachodniej części kraju, na północ od Morza Czerwonego oraz w południowej części zatoki Akaba. W zamierzeniach inicjatora przedsięwzięcia, księcia Muhammada ibn Salmana, oraz planistów miasto ma być samowystarczalne energetycznie i spełniać założenia smart city. Planowana powierzchnia aglomeracji rozciągającej się na 170 km wybrzeża Morza Czerwonego wynieść ma 25 900 km². Planowany całkowity koszt inwestycji to 500 mld dolarów amerykańskich. Projektanci zakładali ukończenie zasadniczych etapów projektowania do 2020 i ich rozszerzeń do 2025, jednak prace są (stan na jesień 2022) opóźnione.

## Opis
Miasto ma być zasilane w 100% energią ze źródeł odnawialnych. Składnikami infrastruktury miasta stworzonego od podstaw na piasku pustyni wg projektantów mają być m.in.: plaże ze świecącym w ciemności piaskiem, lewitujące pociągi, sztuczny księżyc, oświetlający co noc miasto. Planowane jest nasadzenie miliardów drzew, nawadnianych przez sterowane w zależności od potrzeb opady atmosferyczne, miasto ma być pozbawione samochodów i mieć neutralny ślad węglowy. Osiągnięcie tego ma być możliwe poprzez zaplanowany podział miasta na autonomiczne moduły, wyposażone we wszystkie potrzebne usługi w zasięgu spaceru lub przejazdu rowerem. Elementem megamiasta ma być Oxagon – zbudowana na planie ośmiokąta pływająca wyspa mieszkalna o rozpiętości 7 km, będąca największą tego rodzaju strukturą na świecie. Powstały już pierwsze elementy założenia, które obejmują m.in. pałace, pola golfowe i lądowisko dla śmigłowców.

## Kontrowersje
Liczni eksperci oskarżają założenia inwestycji o greenwashing, wyrażają też sceptycyzm co do możliwości pełnej realizacji inwestycji.